# Drepanosticta obiensis
Drepanosticta obiensis är en trollsländeart som beskrevs av Van Tol 2007. Drepanosticta obiensis ingår i släktet Drepanosticta och familjen Platystictidae. Inga underarter finns listade i Catalogue of Life.